# Metriocnemus tropicus
Metriocnemus tropicus är en tvåvingeart som beskrevs av Jean-Jacques Kieffer 1917. Metriocnemus tropicus ingår i släktet Metriocnemus och familjen fjädermyggor. Inga underarter finns listade i Catalogue of Life.